# In Continuo
„In Continuo“ е документален филм от Северна Македония от 1998 година, на режисьора Трайче Попов.